# 萊尼·普拉特
萊尼·普拉特（Lenny Platt，1984年7月25日—）是美國的一位演員。他最著名的作品是在肥皂劇只此一生中飾演内特·塞林格角色。普拉特出生在賓夕法尼亞州費城，他畢業於佛羅里達大學。